# Cattedrale della Dormizione (Sofia)
La cattedrale della Dormizione della Beata Vergine Maria (in bulgaro: катедарлен храм Успение Богородично) è la chiesa cattedrale dell'eparchia di San Giovanni XXIII di Sofia, si trova nella città di Sofia, in Bulgaria.

## Storia
La chiesa è stata edificata nel 1924 al fine di soddisfare le esigenze religiose dei cattolici di rito orientale a Sofia. La realizzazione della chiesa è stata possibile grazie all'interessamento di monsignor Vikenti Peev, al tempo vescovo della diocesi di Sofia e Filippopoli, e alle donazioni personali inviate da Benedetto XV e Pio XI. Il 17 settembre 1922 è stata collocata la prima pietra. La chiesa fu progettata dall'architetto Heinrich come la prima chiesa di cemento a Sofia. La chiesa fu completata il 27 agosto 1924 in quella che allora era la periferia di Sofia.
Nel 2002 la cattedrale ha ricevuto la visita di Papa Giovanni Paolo II, durante il suo viaggio apostolico in Bulgaria.